# 坪上乡 (安仁县)
坪上乡，是中华人民共和国湖南省郴州市安仁县下辖的一个乡镇级行政单位。

## 行政区划
坪上乡下辖以下地区：
坪上村、高田村、石禾村、桥石村、毛塘村、曹卜村、大平村、岸下村和竹塘村。